# Urriðafoss
De Urriðafoss (Zalmwaterval) is een waterval in het zuiden van IJsland, en is gelegen in de Þjórsá. Het hoogteverschil over de waterval bedraagt 6 meter. Stroomopwaarts in de Þjórsá liggen meerdere watervallen die vrijwel allemaal hoger zijn, maar de Urriðafoss is met een waterverplaatsing van 360 m³/s de grootste. In de winter kan er een tot 20 meter dikke ijskorst bij de waterval ontstaan, de zogenaamde Urriðafosshrönn.
De hringvegur loopt een paar honderd meter ten noorden (stroomopwaarts) van de waterval over de rivier.

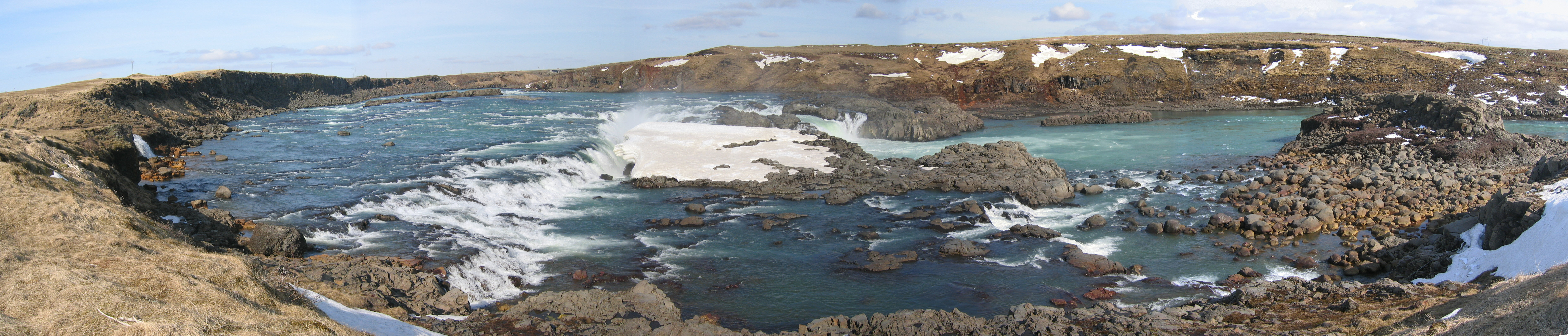
De Urriðafoss. De foto is uit drie opnamen samengesteld.

## Andere watervallen in de Þjórsá
- Hestfoss
- Búðafoss 7 meter
- Þjófafoss 11 meter
- Tröllkonuhlaup (Tröllkonufoss)
- Gljúfurleitarfoss 28 meter
- Dynkur (Búðarhálsfoss) 38 meter
- Hvanngiljafoss (Kjálkaversfoss) 7 meter